# Mike Belloise
Mike Belloise est un boxeur américain né le 18 février 1911 à New York et mort le 2 juin 1969.

## Carrière sportive
Passé professionnel en 1932, il remporte le titre vacant de champion du monde NYSAC (New York State Athletic Commission) des poids plumes le 3 septembre 1936 après sa victoire par KO au 9e round contre Dave Crowley. Belloise délaisse à son tour ce titre mais continue à boxer jusqu’en 1947.